# Anton Fister
Anton Fister (tudi Anton Füster), slovenski duhovnik, politični aktivist in pedagog, * 5. januar 1808, Radovljica, † 12. marec 1881, Dunaj. 
Bil je eden izmed voditeljev revolucije leta 1848 na Dunaju in član državnega zbora, ki je zasedal v Kroměřížu na Češkem.
Študiral je v Ljubljani, nato pa je bil posvečen v mašnika. Sodeloval je s Čopom in bil Prešernov prijatelj. Leta 1835 se je preselil v Trst, kjer je služboval kot nemški pridigar pri Novem sv. Antonu. Nato se je leta 1839 preselil v Gorico kjer je ostal do leta 1847, in opravljal službo profesorja verstva in pedagogike na gimnaziji. V tem času se je spoprijateljil s Valentinom Staničem in postal član Družbe proti trpinčenju živali.
Leta 1847 je bil imenovan za profesorja verstva in pedagogike na Dunajski univerzi. Njegovo glavno pedagoško delo je Mentor des studierenden Jünglings, 1848. V filozofiji je sledil idejam mladoheglovcev, predvsem Feuerbacha. Do izbruha revolucije leta 1848 je med študenti širil demokratične ideje. Med revolucijo je bil eden izmed njenih voditeljev in navduševal študente k boju. V začetku revolucije je tudi podpiral program Zedinjena Slovenija. Julija 1848 je postal član državnega zbora pri Kromerižu. Sprva je zagovarjal slovenstvo, vendar se je kasneje opredelil za nemštvo.
Ko so 7. marca 1849 razgnali državni zbor in hoteli prijeti vodilne revolucionarje, se je zatekel v Hamburg (1848), nato  v London (julij, 1849) in nazadnje iz Anglije v ZDA (oktober, 1849). Leta 1856 je bil v odsotnosti na Dunaju obsojen na smrt, prav tako pa izobčen iz RKC. V ZDA se je preživljal z učenjem jezikov, tam pa je ostal do leta 1876, ko se je vrnil v Gradec in nato na Dunaj, kjer je objavil spomine iz revolucionarnega obdobja. Po amnestiji se je leta 1876 vrnil na Dunaj, kjer je leta 1881 umrl.

## Fistrovi Izbrani spisi
Fistrovo rokopisno zapuščino hrani Arhiv mesta Dunaj (Archiv der Stadt Wien). Med letoma 1987 in 1998 so izšli Izbrani spisi Antona Fistra (v štirih knjigah) s spremnimi študijami in so rezultat skupnega projekta Arhiva Republike Slovenije in Znanstvenega inštituta Filozofske fakultete v Ljubljani; ob izidu še niso bili tiskani, ne v nemškem izvirniku ne v prevodih.
- 1. knjiga (1987): Spomini od marca 1848 do julija 1849 (prevod: Dušan Ludvik; uvodna študija: Marjan Britovšek, »Spomini revolucionarnega demokrata dr. Antona Fistra na revolucijo«), 217 str. (COBISS)

- 2. knjiga (1988): Vzgoja v duhu svobode (prevod: Frane Jerman; uvodna študija: Jože Ciperle, »Dr. Anton Fister, pedagog in vzgojitelj«), 198 str. (COBISS)

- 3. knjiga (1992): Govori o religiji (prevod: Frane Jerman; uvodni študiji: Marko Kerševan, »Aktualnost (objave) Fistrovih govorov o religiji« in Vekoslav Grmič, »Teološki pogled na razumevanje vere Antona Fistra«), 218 str. (COBISS)

- 4. knjiga (1998): Spomini – Osemindvajset let pregnanstva. Učna leta in leta popotovanja (prevod: Frane Jerman; uvodni študiji: Marjan Britovšek, »Uvodne misli k Fistrovim spominom iz emigracije« in Janez Stanonik, »Združene države v 19. stoletju: njihov politični, kulturni in idejni razvoj«), 177 str. (COBISS)

## Znanstveni posvet o Antonu Fistru
29. marca 1979 je bila na Fistrovi rojstni hiši v Radovljici odkrita spominska plošča in hkrati organiziran znanstveni seminar z naslovom Dr. Anton Fister v revoluciji 1848 – Vloga in pogledi. Prispevki udeležencev so bili objavljeni v posebni publikaciji z istoimenskim naslovom (ur. Marjan Britovšek, 1980) (COBISS):
- Oblikovanje demokratične antifevdalne fronte v Evropi v ogledalu Komunističnega manifesta leta 1848 (Pripravljalni odbor), str. 5–21;

- Lik revolucionarnega demokrata. Govor ob odkritju spominske plošče (Boris Majer), str. 22–27;

- Vloga in pogledi dr. Antona Fistra v revoluciji 1848 (Marjan Britovšek), str. 28–84;

- Revolucija 1848 in Slovenci (Vasilij Melik), str. 85–89;

- Delavsko gibanje v slovenskih časnikih v letih 1848–1871 (Franc Rozman), str. 90–100;

- K vprašanju Prešeren – Fister (Boris Paternu), str. 101–105;

- Anton Fister v Ameriki (Janez Stanonik), str. 106–119;

- Pedagog in vzgojitelj (Jože Ciperle), str. 120–135;

- Nekaj aktualnih poudarkov iz Fistrove filozofsko-teološke misli (Andrej Kirn), str. 135–140;

- Mladoheglovci in Fister (Božidar Debenjak), str. 141–145.